# أسيف كوتاييل
أسيف كوتاييل (24 مايو 1985 في الهند - ) هو لاعب كرة قدم هندي في مركز الوسط. لعب مع مومباي سيتي ونادي موهون باغان وUnited SC ‏ وBharat FC ‏ ونادي شيراغ يونايتد كيرلا وMalabar United FC ‏.

## روابط خارجية
- أسيف كوتاييل على موقع قاعدة بيانات كرة القدم.إي يو (الإنجليزية)
- أسيف كوتاييل على موقع Soccerway.com (الإنجليزية)